# Crkva Svetih apostola Petra i Pavla u Smiljanu
Crkva Svetih apostola Petra i Pavla je srpski pravoslavni hram u Smiljanu, na prostoru današnje Republike Hrvatske.

## Istorija
Crkva je izgrađena 1765. Dozvolu za njenu gradnju je 1750-ih dobio vladika Danilo Jakšić od Marije Terezije. Posvećena je svetim apostolima Petru i Pavlu. U sastavu je Gornjokarlovačke eparhije Srpske pravoslavne crkve. Smiljan je sjedište parohije istog imena, koja se sastoji od ličkih sela: Smiljan, Bužim, Karlobag, Bogdanić, Ljutaća, Selište, Ponor i Rasovača. Godine 1892. crkvena opština u Pančevu je toj crkvi poslala poklon u robi i knjigama, vrijednih preko 50 f.
U parohiji je služio sveštenik Milutin Tesla, otac poznatog srpskog naučnika i fizičara Nikole Tesle, koji je rođen u parohijskom domu pored crkve. Osim Milutina Tesle među ostalima, sveštenik Matija Stijačić, bio je paroh od 1935. godine do 12. aprila 1941. godine, kada su ga ubile ustaše. Hram su spalile i srušile ustaše u jesen 1942. godine u Drugom svjetskom ratu. Obnova crkve započela je 1990. godine. Danas se obnovljena crkva nalazi u sklopu Memorijalnoga centra Nikola Tesla. Crkva je obnovljena 2022. godine.

## Galerija
- Živopis u crkvi koja prikazuje krštenje Nikole Tesle 1856. godine.
- Živopis novomučenika iz logora Jadovno, na zapadnom zidu crkve. Na centralnom dijelu živopisa je naslikan vladika gornjokarlovački Sava koji je ubijen od ustaša na Velebitu 1941. godine.
- 15. avgusta 2014. masovna grobnica 560 pobijenih pravoslavnih Srba iz Smiljana iz doba NDH, nije imala spomen ploču. Ona je uništena u ratu 90-ih godina 20. v. Masovna grobnica se nalazi uz ovu crkvu.
- 15. avgusta 2014.
- 15. avgusta 2014.
- Masovna grobnica pored crkve u Smiljanu 2021. Na krstu je natpis isklesan ćirilicom: U Smiljanu 2. avgusta 1941. na Svetog  proroka Iliju, bi ubijeno od ustaša 530 pravoslavnih Srba. A pri povlačenju 5. marta 1945. ubiše još 30 nedužnih ljudi. Godinama je grobnica bila bez natpisa, nakon što je spomen ploča uništena 90-ih godina 20. vijeka, od pripadnika HOS-a.